# كوسيليكا
كوسيليكا (بالبلغارية: Косилка)‏ قرية تقع إدارياً ضمن بلدية دريانوفو ‏ في بلغاريا. تعتمد كوسيليكا للبريد على الرمز البريدي 5380.